# USS Wichita (AOR-1)
El USS Wichita (AOR-1) fue el cabeza de serie de su clase de buques de aprovisionamiento logístico.

## Construcción e historia de servicio
Construido por General Dynamics de Quincy, Massachusetts; fue colocada la quilla en 1967, fue botado en 1968 y fue asignado en 1969.
El USS Wichita participó de la guerra de Vietnam de 1970 a 1973, ganando cuatro estrellas de batalla. Causó baja en 1993 y fue posteriormente vendido para su desguace.